# Hautepierre-le-Châtelet
Hautepierre-le-Châtelet ist eine Ortschaft und eine Commune déléguée in der Gemeinde Les Premiers Sapins mit 107 Einwohnern (Stand: 1. Januar 2019) im französischen Département Doubs in der Region Bourgogne-Franche-Comté.

## Geographie
Hautepierre-le-Châtelet liegt auf 804 m, 13 Kilometer südöstlich von Ornans und etwa 29 Kilometer südöstlich der Stadt Besançon (Luftlinie). Das Dorf erstreckt sich im Jura, östlich der Felsnase der Roche de Hautepierre am Rand einer Hochfläche, die gegen Südwesten steil zum tief eingeschnittenen Tal der oberen Loue mit dem Talkessel von Mouthier abfällt.
Die Fläche des 9,61 km² großen Gemeindegebiets umfasst einen Abschnitt des französischen Juras. Das gesamte Gebiet wird von der gewellten Hochfläche von Hautepierre eingenommen, die durchschnittlich auf 800 m liegt. Die westliche Gemeindegrenze verläuft meist oberhalb des Steilabfalls zum Talkessel von Mouthier. Als markantes Landschaftsmerkmal sticht der Felsen Roche de Hautepierre (882 m) mit seinem Kreuz hervor. Nach Osten erstreckt sich das Gemeindeareal über die wasserarme Hochfläche bis zu den Höhen von Côte de Rappant (862 m) und Sémont, auf der mit 903 m die höchste Erhebung von Hautepierre-le-Châtelet erreicht wird.
Die Gemeinde bestand aus den beiden Ortsteilen Hautepierre (804 m) und Le Châtelet (745 m), beide am Rand des Hochplateau gelegen. Nachbarorte von Hautepierre-le-Châtelet sind Athose im Norden, Aubonne im Südosten sowie Mouthier-Haute-Pierre im Westen.

## Geschichte
Das im Mittelalter zu Mouthier gehörende Hautepierre wurde 1568 eigenständig. Le Châtelet entwickelte sich bei einem ehemaligen Wachtposten, der im 16. Jahrhundert zu einer Burganlage ausgebaut wurde. Zusammen mit der Franche-Comté gelangten beide Ortschaften mit dem Frieden von Nimwegen 1678 an Frankreich. Zu einer Gebietsveränderung kam es 1907, als die beiden vorher selbständigen Gemeinden Hautepierre und Le Châtelet zur neuen Doppelgemeinde fusionierten.
Mit 1. Januar 2009 erfolgte eine Änderung der Arrondissementszugehörigkeit der Gemeinde. Bislang zum Arrondissement Besançon gehörend, kamen alle Gemeinden des Kantons zum Arrondissement Pontarlier.
Die Gemeinde Hautepierre-le-Châtelet wurde mit Wirkung vom 1. Januar 2016 mit Nods, Athose, Chasnans, Rantechaux und Vanclans zur Commune nouvelle Les Premiers Sapins zusammengelegt.

## Sehenswürdigkeiten
Die Kirche in Hautepierre wurde 1870 erbaut. In Châtelet sind nur noch wenige Überreste der ehemaligen Burganlage sichtbar. Ein häufig besuchtes Ausflugsziel stellt die Roche de Hautepierre dar, von der sich ein beeindruckender Ausblick auf das Tal der Loue bietet.

## Bevölkerung
| Bevölkerungsentwicklung | Bevölkerungsentwicklung |
| Jahr                    | Einwohner               |
| ----------------------- | ----------------------- |
| 1962                    | 108                     |
| 1968                    | 103                     |
| 1975                    | 104                     |
| 1982                    | 102                     |
| 1990                    | 101                     |
| 1999                    | 80                      |
| 2016                    | 114                     |

Mit zuletzt 114 Einwohnern (Stand 1. Januar 2016) gehörte Hautepierre-le-Châtelet zu den kleinsten Gemeinden des Départements Doubs. Während des 20. Jahrhunderts bewegte sich die Einwohnerzahl stets im Bereich zwischen 100 und 125 Personen. Erst in den letzten Jahren wurde ein Bevölkerungsrückgang verzeichnet.

## Wirtschaft und Infrastruktur
Hautepierre-le-Châtelet war bis weit ins 20. Jahrhundert hinein ein vorwiegend durch die Landwirtschaft (Ackerbau und Viehzucht) geprägtes Dorf. Noch heute leben die Bewohner zur Hauptsache von der Tätigkeit im ersten Sektor. Außerhalb des primären Sektors gibt es fast keine Arbeitsplätze im Dorf. Einige Erwerbstätige sind auch Wegpendler, die in den umliegenden größeren Ortschaften ihrer Arbeit nachgehen.
Die Ortschaft liegt abseits der größeren Durchgangsstraßen an einer Departementsstraße, die von Mouthier-Haute-Pierre nach Nods führt. Eine weitere Straßenverbindung besteht mit Aubonne.